# Charles-François Daubigny
Charles-François Daubigny (15 de febrer de 1817, París – 19 de febrer de 1878, París) va ser un dels pintors de l'Escola de Barbizon, i és considerat un important precursor de l'Impressionisme.

## Biografia

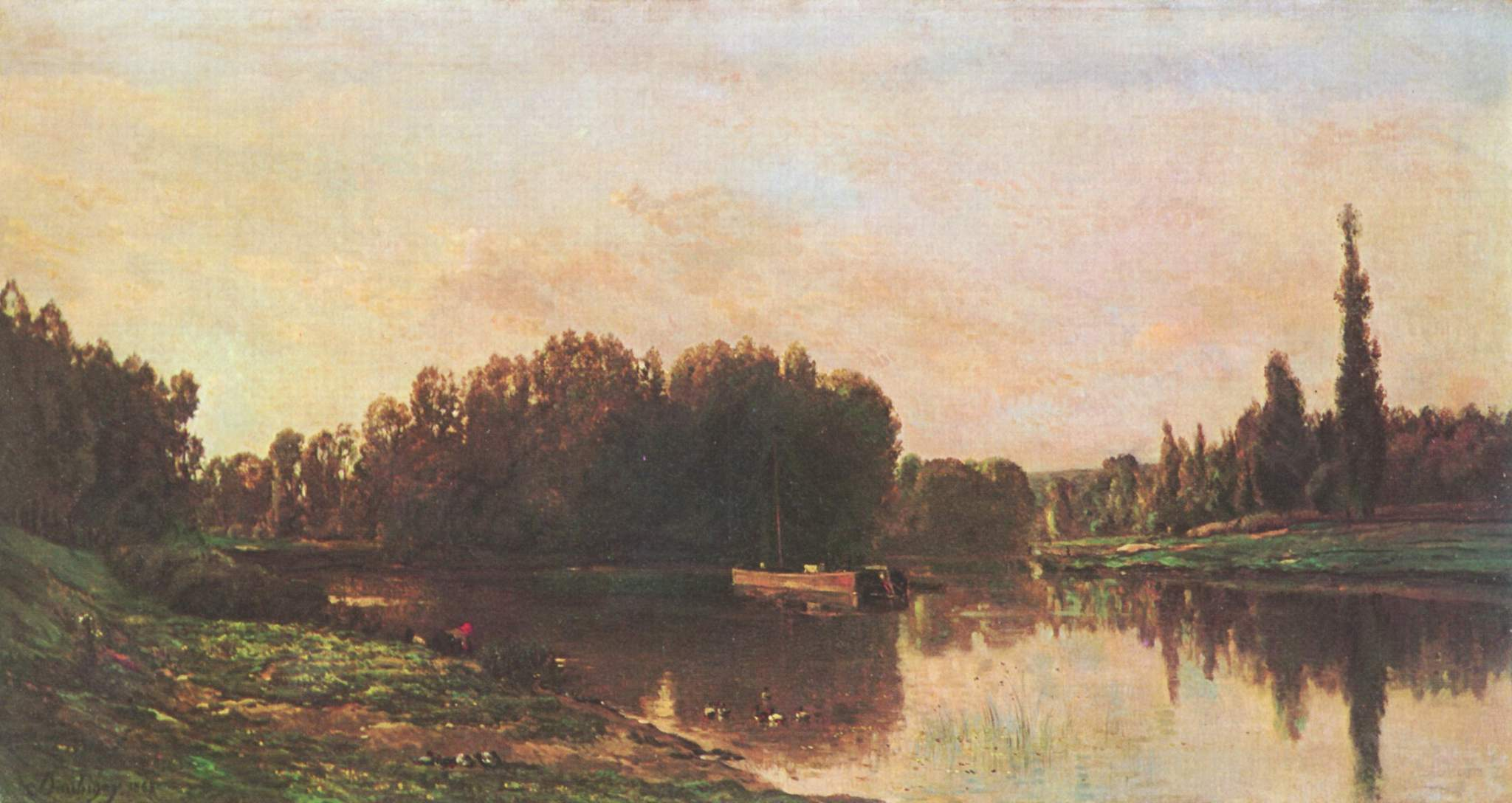
Pintura típica de Seine i Oise, 1868

Daubigny va néixer en el si d'una família de pintors. L'art li va ser ensenyat pel seu pare, Edmond François Daubigny, i pel seu oncle, el miniaturista Pierre Daubigny. Als seus començaments Daubigny pintava en un estil tradicional, però això va canviar a partir del 1843 quan es va establir a Barbizon per a treballar en la natura. Encara més important va ser la seva trobada amb Camille Corot el 1852 a Optevoz (Isère). Sobre el seu famós vaixell Botin, que havia convertit en un estudi, va pintar al llarg del Sena i l'Oise, generalment en la regió al voltant d'Auvers.
Des de 1852 va estar influenciat per Gustave Courbet. El 1866, va visitar Anglaterra, havent de retornar el 1870 a causa de la Guerra francoprussiana. A Londres va conèixer Claude Monet, i junts van viatjar als Països Baixos. De retorn a Auvers, va conèixer Paul Cézanne, altre important impressionista. Es creu que aquests joves artistes van ser influenciats per Daubigny.
Els quadres més fins de Daubigny van ser pintats entre 1864 i 1874, en la seva majoria conformats per curosos paisatges amb arbres, rius i alguns ànecs. S'ha dit que quan a Daubigny li agradaven les seves pintures agregava un ànec o dos, pel que el nombre d'ànecs usualment indica la major o menor qualitat artística de les seves obres. Una de les seves dites va ser "Els millors quadres no venen", en veure sovint que els seus més fins assoliments eren poc entesos.

## Obra
Daubigny és preferit principalment per les seves obres de la riba del riu, les quals va pintar en gran nombre, però encara que hi ha dos grans paisatges de Daubigny al Louvre, cap és d'aquest estil. La pinzellada una miqueta solta, "mal acabada" segons els acadèmics, va produir alts i baixos sobre la seva estimació. Va participar en els Salons oficials amb desiguals resultats. Els seus treballs més ambiciosos són: "Springtime" (1857), al Louvre; "Borde de la Cure", Morvan (1864); "Villerville sud Mer" (1864); "Moonlight" (1865); "Andrsy sud Oise" (1868); i "Return of the Flock" (1878).
El Museu Thyssen-Bornemisza compte amb exemplars seus. Va produir abundants gravats a l'aiguafort, que en alguns casos es van publicar en revistes de l'època, pel que són encara ara bastant assequibles. Els seus seguidors i alumnes van ser: el seu fill Karl, Oudinot, Delpy i Damoye.